# گمراه (فیلم ۱۹۹۳)
گمراه (به هندی: Gumrah)فیلمی محصول سال ۱۹۹۳ و به کارگردانی ماهش بهات است. در این فیلم بازیگرانی همچون سری دوی، سانجی دات، انوپم کهیر، راهول روی، ریما لاگو، باب کریستو، لاکسیمیکانت برد، کامینی کاشال ایفای نقش کرده‌اند.